# Bad Pyrmont
Bad Pyrmont er en kurby og kommune i det centrale Tyskland, beliggende under Landkreis Hameln-Pyrmont i delstaten Niedersachsen. Byen ligger i Weserbergland mellem Hameln og Paderborn. Den følger den tysk-hollandske ferierute Oranienruten. Floden Emmer, der er en biflod til Weser, løber gennem byen. Bad Pyrmont har 20.861 indbyggere (31. december 2009).

## Nabokommuner
Kommunen er nabo til de nedersaksiske kommuner Aerzen, Emmerthal, kommunefællesskabet Polle (Ottenstein og Vahlbruch). Desuden grænser den op til byerne Lügde, Blomberg og Barntrup under Kreis Lippe i delstaten Nordrhein-Westfalen.

## Kommuneele
- Pyrmont
- Oesdorf
- Holzhausen
- Thal
- Löwensen med Friedensthal
- Neersen
- Baarsen
- Eichenborn
- Großenberg
- Kleinenberg
- Hagen

- Promenade mellem badene
 og Pyrmont, 1780
- Pyrmont Slot 1900

- Badene i Pyrmont, 1900
- Pyrmont Slot, 2007